# 等覚寺 (長野県南木曽町)
等覚寺（とうがくじ）は、長野県木曽郡南木曽町読書にある曹洞宗の寺院。木曾西国三十三観音霊場二十七番。

## 歴史
中山道の三留野宿のはずれに位置している。
等覚寺にある「由緒板書」によると、当時、美濃国加納宿にあった全久院の末寺で、天正年間に大雲が現在地へ移し曹洞宗に改めたとあり、元来は臨済宗だったと考えられる。
寛永2年（1625年）、等覚寺に居住していた徳岩林堯(徳岩全暁)は田立村に禅東院を開山した。
寛永年間（1624年-1644年）の某年7月17日、四世の葉山の代に、火災により寺域を全焼して一切の古文書を失なったたために、開山・開基については不明となっている。
寺が焼失後に超外が五世となり、その後、禅東院を開山した徳岩林堯(徳岩全暁)が六世となったが、おそらくは仮住であったのではないかと思われる。
寺伝によれば、明暦2年（1656年）、加賀藩主の前田利常に請われて天徳院の住持となっていた鐡心道印によって再興（中興）開山されたと伝わるが、寛文2年（1662年）、鐡心道印によって現在の建物が中興されたという説もある。
明治15年（1882年）に記述された西筑摩郡寺院明細帳によると、承応2年（1653年）10月、鐡心道印の弟子の実参禅接によって再興(中興)開山されたと記されている。
貞享2年（1685年）、中興後四世の龍峯の代に梵鐘が造られた。
貞享3年（1686年）6月に円空が訪れて、天神像を、8月に弁財天像と十五童子像等を造顕した。庫裏の神棚に韋駄天像を、境内社の天神様に天神像を、弁財天祠に弁財天像と十五童子像を祀っている。
等覚寺の山号と寺号の額は、鐡心道印の縁によって、時の名僧であった加賀大乗寺二十六世の月舟宗胡が、中興後四世の龍峯の代に揮毫した字を基に、七世の恒潭の代に額にしたものである。

## 文化財
- 韋駄天像（南木曽町指定有形文化財）[7]
- 天神像（南木曽町指定有形文化財）[8]
- 弁財天十五童子像（南木曽町指定有形文化財）[9][5]

## 交通手段
- JR東海 中央本線 南木曽駅下車 徒歩15分